# Rocznik Białostocki
Rocznik Białostocki – periodyk naukowy ukazujący się od 1961 r. w Białymstoku. Wydawcą jest Muzeum Podlaskie w Białymstoku. Publikowane są w nim artykuły naukowe, recenzje, materiały dotyczące historii, archeologii, etnografii, socjologii, Podlasia, północno-wschodniego Mazowsza i Wielkiego Księstwa Litewskiego. W latach 1993–2013 tytuł nie ukazywał się.
W okresie międzywojennym ukazywał się periodyk o tym samym tytule.

## Wydania
Tom XVI – 1991 (pamięci prof. Knuta Olafa Falka)
- nr ISSN: 0080-3421; nr ISBN 83-01-08557-6
- rada redakcyjna: Tadeusz Cieślak, Witold Dynowski, Aleksander Gieysztor, Aleksander Kamiński, Władysław Kuraszkiewicz, Stanisław Lorentz, Henryk Łowmiański, Tadeusz Dzierżykray-Rogalski
- zespół redakcyjny: Jan Jaskanis, Janina Hościłowicz, Aleksander Antoniuk, Halina Jakubowska, Danuta Jaskanis, Zygmunt Kosztyła, Henryk Majecki, Jerzy Wiśniewski, Tadeusz Zdancewicz
- wydawnictwo: Muzeum Okręgowe w Białymstoku

Tom XVII – 1991
- nr ISSN: 0080-3421; nr ISBN 83-01-09361-7
- rada redakcyjna: Jerzy Baranowski, Aleksander Gieysztor, Władysław Kuraszkiewicz, Stanisław Lorentz, Tadeusz Dzierżykray-Rogalski, Marian Pokropek, Wojciech Szymański
- zespół redakcyjny: Jan Jaskanis, Aleksander Antoniuk, Janina Hościłowicz, Halina Jakubowska, Danuta Jaskanis, Henryk Majecki, Tadeusz Zdancewicz
- wydawnictwo: Muzeum Okręgowe w Białymstoku

Tom XVIII – 1993
- nr ISSN: 0080-3421; nr ISBN 83-01-10616-6
- rada redakcyjna: Aleksander Gieysztor, Władysław Kuraszkiewicz, Stanisław Lorentz, Tadeusz Dzierżykray-Rogalski
- zespół redakcyjny: Jan Jaskanis, Janina Hościłowicz, Aleksander Antoniuk, Halina Jakubowska, Danuta Jaskanis, Henryk Majecki, Tadeusz Zdancewicz
- wydawnictwo: Muzeum Okręgowe w Białymstoku

Tom XIX–XX – 2014, 2016
- nr ISSN: 0080-3421
- redakcja: Andrzej Lechowski, Piotr Niziołek, Krzysztof Kukliński, Urszula Szymak
- rada naukowa: Adam Dobroński, Cezary Kuklo, Swietłana Kul, Andrzej Sadowski, Wojciech Śleszyński
- wydawnictwo: Muzeum Podlaskie w Białymstoku

Tom XXI – 2018
- nr ISSN: 0080-3421
- redakcja: Andrzej Lechowski, Piotr Niziołek, Aneta Jurgielewicz-Stępień, Ewelina Kamieńska, Grzegorz Śnieżko
- rada naukowa: Adam Dobroński, Cezary Kuklo, Swietłana Kul, Andrzej Sadowski, Mirosław Sobecki, Wojciech Śleszyński
- wydawnictwo: Muzeum Podlaskie w Białymstoku